# Chroicocephalus ridibundus
Il gabbiano comune  (Chroicocephalus ridibundus (Linneus, 1766))  è un uccello della famiglia dei Laridi, comune in Europa, Asia e sulle coste orientali del Canada. Solitamente è un uccello migratore, ma alcuni esemplari, principalmente nella zona occidentale dell'areale, sono anche stanziali.

## Descrizione
Il gabbiano comune ha una lunghezza che va dai 38 ai 44 cm e un'apertura alare dai 98 ai 105 cm. La sua velocità di volo è di circa 10 metri al secondo.
Nidifica in genere a terra, tra le erbe; più raramente sugli alberi o tra le erbe galleggianti in una palude. Nel nido, costruito da entrambi i genitori, la femmina depone in genere 3-4 uova. A volte due femmine vanno a deporre nello stesso nido. Entrambi i genitori si alterano nella cova che dura 22-24 giorni. A soli 6 giorni di età i piccoli sono già in grado di volare in autonomia. Come tutte le specie di gabbiano, è molto socievole in inverno, sia quando si cura dei piccoli che quando è in stagione di accoppiamento. Non è una specie pelagica e raramente viene visto al largo delle coste.
Durante il volo, il margine bianco delle ali è un buon punto visibile da lontano. Il maschio ha la testa di colore marrone scuro, il corpo grigio chiaro, puntini neri sulle ali e zampe di colore rossastro. Il cappuccio si perde in inverno e lascia solo delle strisce verticali.
La sua voce, può essere definita con termine onomatopeico "creire" per il tipico "crei-crei" ripetuto più volte.
Questa specie di gabbiano a volte si alimenta sulle coste e nelle discariche.

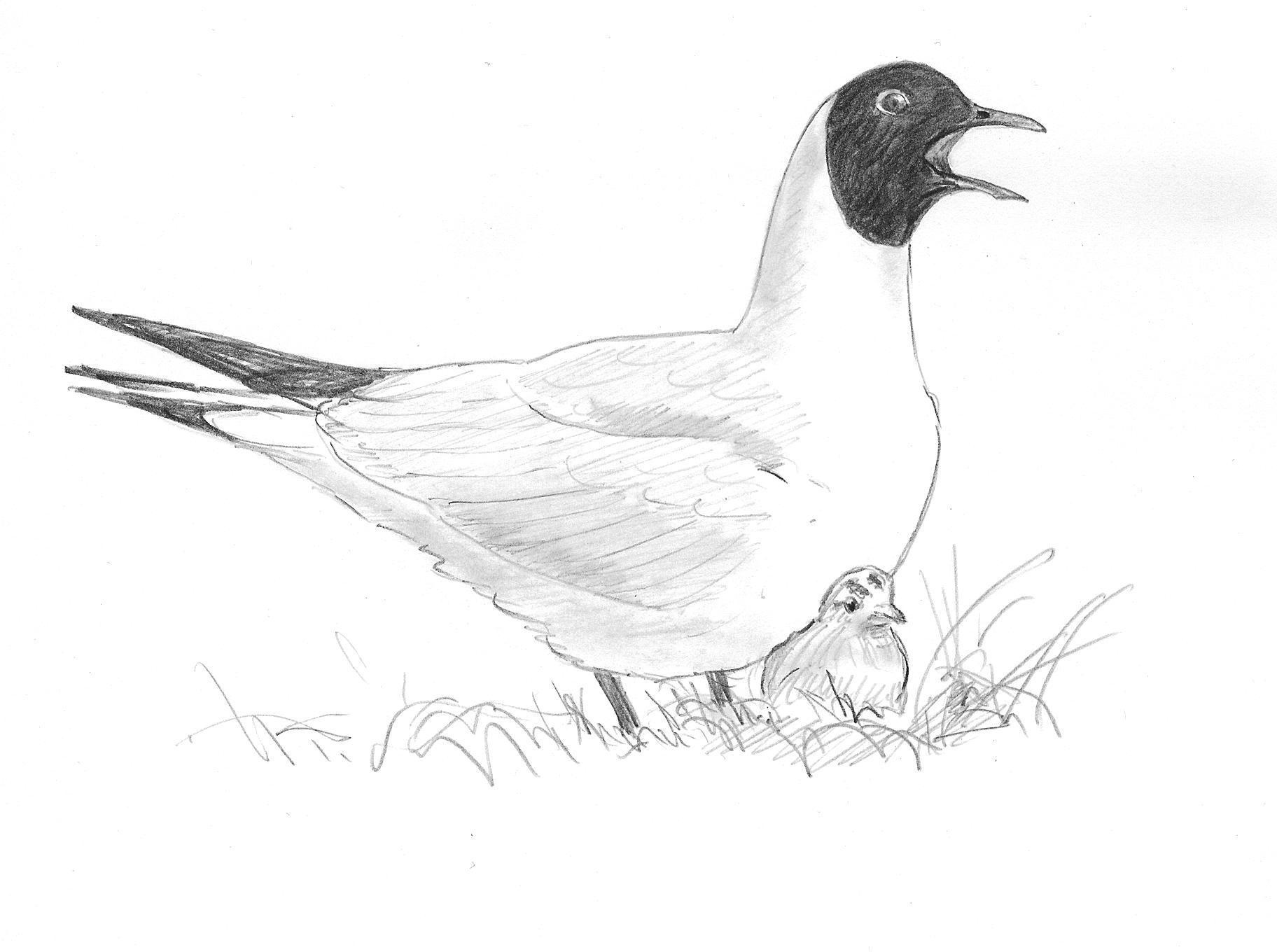

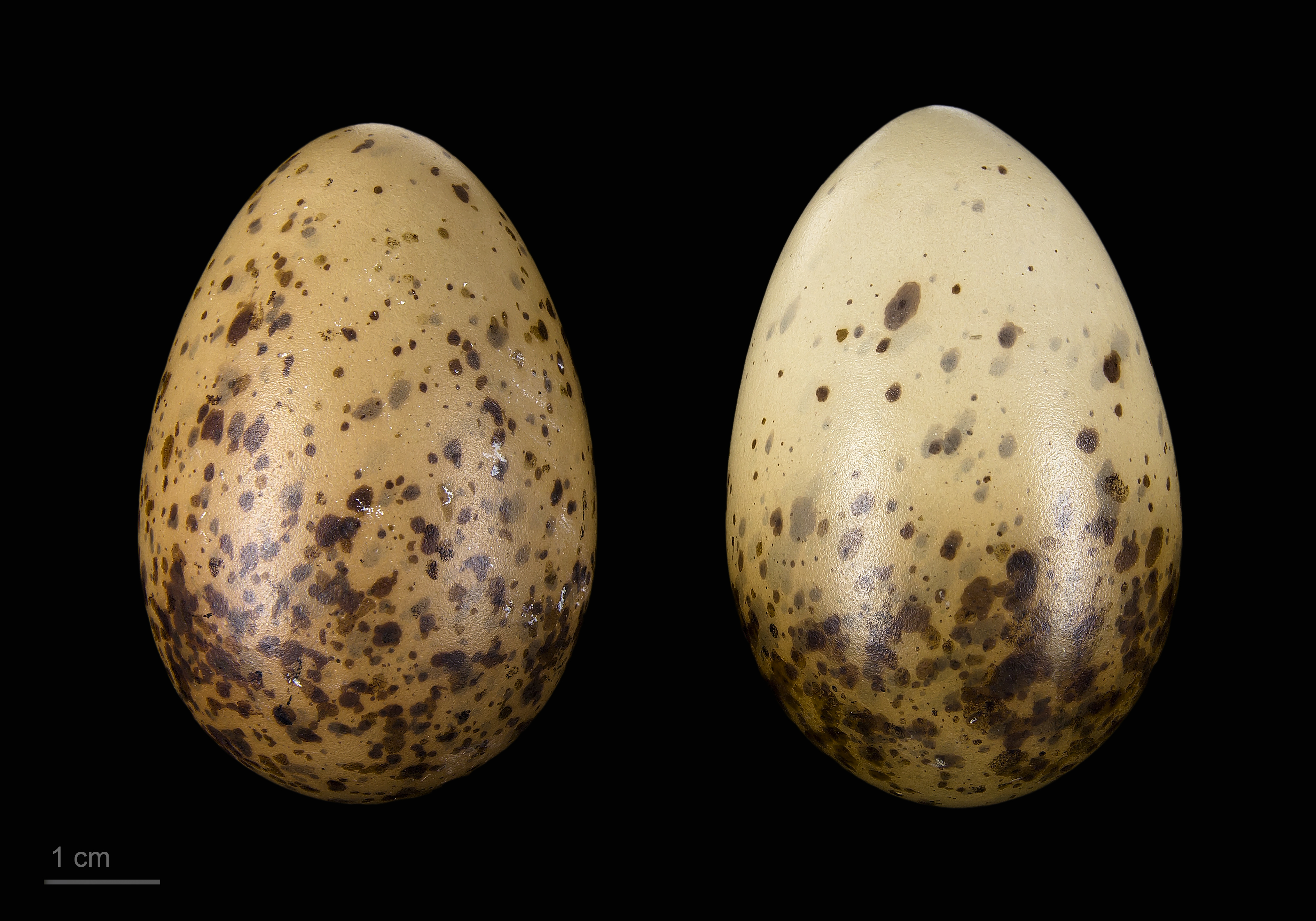
Chroicocephalus ridibundus

## Biologia
Il gabbiano comune è un cacciatore scaltro, avvistato peraltro anche nei campi o a scovare invertebrati fra i campi arati.
Questa specie di uccello impiega due anni per raggiungere la maturità. I piccoli al primo anno hanno una striscia terminale nera, più aree scure nelle ali e, in estate, un cappuccio scuro più sviluppato.
È una specie rumorosa, specialmente nelle colonie, dove si fa sentire con il suo tipico richiamo "kree-ar".

## Galleria d'immagini

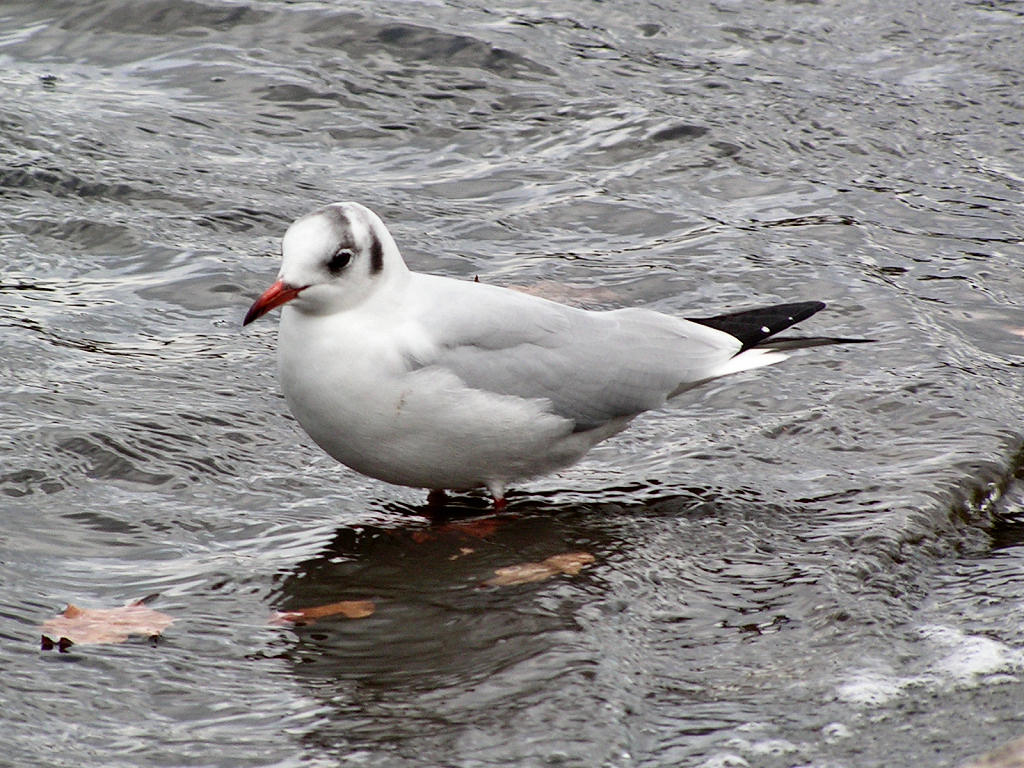
Testa in inverno, bianca con striature nere
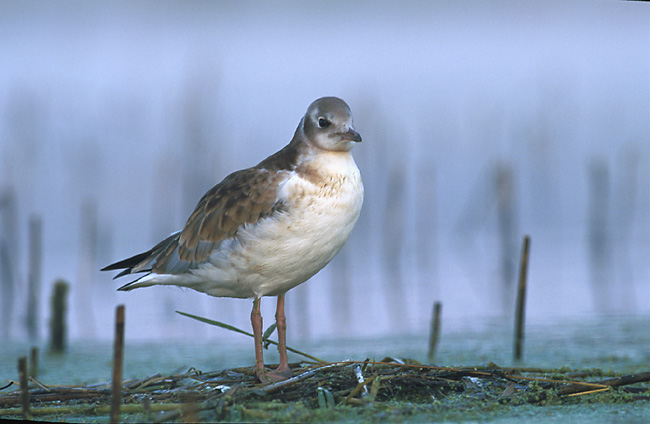
Piumaggio giovanile di gabbiano comune
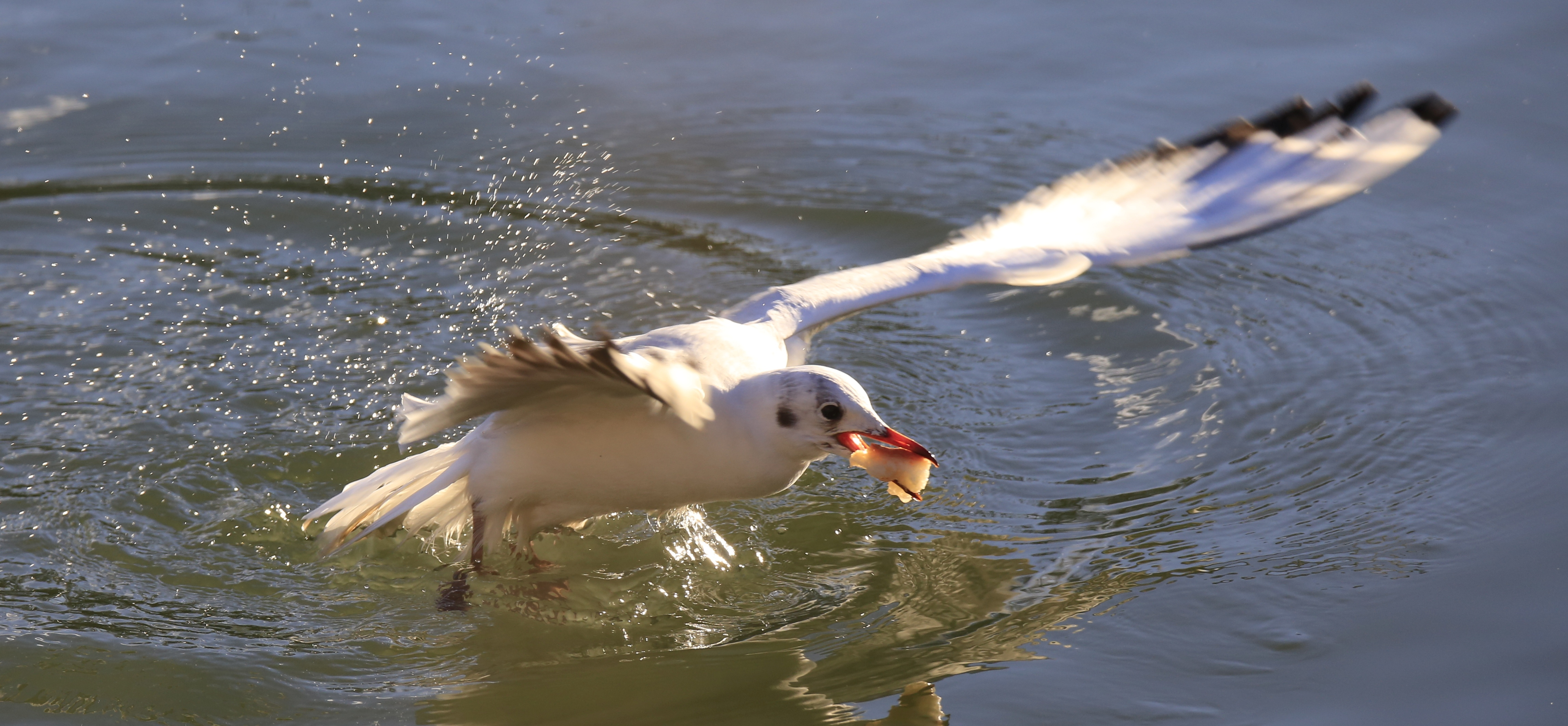
Piumaggio invernale, in Toscana

## Sistematica
Chroicocephalus ridibundus ha due sottospecie:
- Chroicocephalus ridibundus ridibundus
- Chroicocephalus ridibundus sibiricus